# Damascus
Damascus (theo tiếng Latinh; tiếng Ả Rập: دمشق Dimashq, tiếng Hy Lạp: Δαμασκός, phiên âm tiếng Việt: Đa-mát theo tiếng Pháp Damas, còn gọi là Đa-ma-cút theo tiếng Anh: Damascus) là thủ đô và là thành phố lớn nhất của Syria. Tại Syria, thành phố này thường được gọi là ash-Shām (tiếng Ả Rập: الشام), cũng có biệt danh là Thành phố hoa nhài. Đây là một trong những thành phố có dân ở liên tục cổ nhất trên thế giới, trước Al Fayyum, và Gaziantep. Theo ước tính năm 2022, dân số thành phố là 2.503.000 người. Thành phố là một tỉnh, đồng thời là thủ phủ của tỉnh Rif Dimashq (Damascus nông thôn).

## Tên gọi
Trong tiếng Ả Rập, thành phố được gọi là دمشق الشام Dimashq ash-Shām. Dù tên này được nhiều người rút ngắn thành Dimashq hoặc ash-Shām, công dân của Damascus, và của Syria và nhiều nước Ả Rập khác thông thường gọi nó là ash-Shām. Ash-Shām là một thuật ngữ Ả Rập là phía Bắc và cho khu vực Syria. (Syria trong lịch sử — được gọi là Bilād ash-Shām — بلاد الشام, 'đất phía Bắc' — trong tiếng Ả Rập, hay 'đất của Shem (con trai của Noah)' — trong tiếng Ả Rập, nhưng với Shem từ tiếng Syria bản địa.) Từ nguyên của tên gọi cổ 'Damascus' thì không được rõ, nhưng người ta cho rằng nó là từ tiền Semitic.

## Địa lý
Damascus nằm sâu bên trong đất liền, cách Địa Trung Hải khoảng 80 km và được bao bọc bởi dãy núi Đối Liban. Nó nằm trên một cao nguyên cao 680 m so với mực nước biển. Thành phố có diện tích 105 km², trong đó nội ô là 77 km², còn lại là Jabal Qasioun.
Thành phố Damas cổ có thành bao quanh, nằm ở bờ nam của sông Barada. Về phía đông nam, bắc và đông bắc, thành phố được các khu vực ngoại thành bao bọc. Midan nằm về phía tây nam, Sarouja và Imara về phía bắc và tây bắc.

### Khí hậu
Damas có khí hậu khô nóng (theo Köppen Bsh), do ảnh hưởng của dãy núi Đối-Liban và các dòng hải lưu thịnh hành. Mùa hè khô và nóng có độ ẩm thấp. Mùa đông có mưa nhẹ và tương đối, đôi khi có tuyết. Lượng mưa hàng năm vào khoảng 220 mm diễn ra từ tháng 9 đến tháng 5.
| Dữ liệu khí hậu của Damas (Sân bay quốc tế Damas) | Dữ liệu khí hậu của Damas (Sân bay quốc tế Damas) | Dữ liệu khí hậu của Damas (Sân bay quốc tế Damas) | Dữ liệu khí hậu của Damas (Sân bay quốc tế Damas) | Dữ liệu khí hậu của Damas (Sân bay quốc tế Damas) | Dữ liệu khí hậu của Damas (Sân bay quốc tế Damas) | Dữ liệu khí hậu của Damas (Sân bay quốc tế Damas) | Dữ liệu khí hậu của Damas (Sân bay quốc tế Damas) | Dữ liệu khí hậu của Damas (Sân bay quốc tế Damas) | Dữ liệu khí hậu của Damas (Sân bay quốc tế Damas) | Dữ liệu khí hậu của Damas (Sân bay quốc tế Damas) | Dữ liệu khí hậu của Damas (Sân bay quốc tế Damas) | Dữ liệu khí hậu của Damas (Sân bay quốc tế Damas) | Dữ liệu khí hậu của Damas (Sân bay quốc tế Damas) |
| Tháng                                             | 1                                                 | 2                                                 | 3                                                 | 4                                                 | 5                                                 | 6                                                 | 7                                                 | 8                                                 | 9                                                 | 10                                                | 11                                                | 12                                                | Năm                                               |
| ------------------------------------------------- | ------------------------------------------------- | ------------------------------------------------- | ------------------------------------------------- | ------------------------------------------------- | ------------------------------------------------- | ------------------------------------------------- | ------------------------------------------------- | ------------------------------------------------- | ------------------------------------------------- | ------------------------------------------------- | ------------------------------------------------- | ------------------------------------------------- | ------------------------------------------------- |
| Trung bình ngày tối đa °C (°F)                    | 12.4 (54.3)                                       | 14.8 (58.6)                                       | 18.7 (65.7)                                       | 24.1 (75.4)                                       | 29.4 (84.9)                                       | 33.9 (93.0)                                       | 36.2 (97.2)                                       | 35.9 (96.6)                                       | 33.3 (91.9)                                       | 27.7 (81.9)                                       | 20.3 (68.5)                                       | 14.2 (57.6)                                       | 25.1 (77.2)                                       |
| Trung bình ngày °C (°F)                           | 5.9 (42.6)                                        | 7.8 (46.0)                                        | 11.0 (51.8)                                       | 15.5 (59.9)                                       | 20.2 (68.4)                                       | 24.4 (75.9)                                       | 26.3 (79.3)                                       | 26.0 (78.8)                                       | 23.2 (73.8)                                       | 18.1 (64.6)                                       | 11.8 (53.2)                                       | 7.2 (45.0)                                        | 16.5 (61.7)                                       |
| Tối thiểu trung bình ngày °C (°F)                 | 0.5 (32.9)                                        | 1.5 (34.7)                                        | 3.6 (38.5)                                        | 7.0 (44.6)                                        | 10.1 (50.2)                                       | 13.9 (57.0)                                       | 16.6 (61.9)                                       | 16.2 (61.2)                                       | 12.8 (55.0)                                       | 8.3 (46.9)                                        | 3.8 (38.8)                                        | 1.2 (34.2)                                        | 8.0 (46.4)                                        |
| Lượng Giáng thủy trung bình mm (inches)           | 29.3 (1.15)                                       | 24.0 (0.94)                                       | 17.4 (0.69)                                       | 11.2 (0.44)                                       | 3.7 (0.15)                                        | 0.6 (0.02)                                        | 0.0 (0.0)                                         | 0.0 (0.0)                                         | 0.1 (0.00)                                        | 10.1 (0.40)                                       | 21.3 (0.84)                                       | 26.0 (1.02)                                       | 143.7 (5.66)                                      |
| Số ngày giáng thủy trung bình (≥ 1.0 mm)          | 5.1                                               | 3.8                                               | 3.2                                               | 1.9                                               | 0.5                                               | 0.1                                               | 0.0                                               | 0.0                                               | 0.0                                               | 1.3                                               | 2.7                                               | 4.5                                               | 23.1                                              |
| Số giờ nắng trung bình tháng                      | 164.3                                             | 182.0                                             | 226.3                                             | 249.0                                             | 322.4                                             | 357.0                                             | 365.8                                             | 353.4                                             | 306.0                                             | 266.6                                             | 207.0                                             | 164.3                                             | 3.164,1                                           |
| Nguồn: NOAA                                       |                                                   |                                                   |                                                   |                                                   |                                                   |                                                   |                                                   |                                                   |                                                   |                                                   |                                                   |                                                   |                                                   |

## Nhân khẩu
Năm 2011, ước tính có khoảng 1.711.000 cư dân tại Damas. Song Damas là trung tâm của một vùng đô thị đông đúc với 5 triệu dân. Vùng đô thị Damas bao gồm cả các thành phố Douma, Harasta, Darayya, Al-Tall và Jaramana. Phần lớn cư dân Damas là những người nhập cư đến từ nông thôn.
Khoảng 85% cư dân Damas theo hệ phái Hồi giáo Sunni. Người ta tin rằng có trên 2.000 đền thờ Hồi giáo tại Damas, được biết đến nhiều nhất là Nhà thờ Hồi giáo Umayyad.

## Các đơn vị hành chính

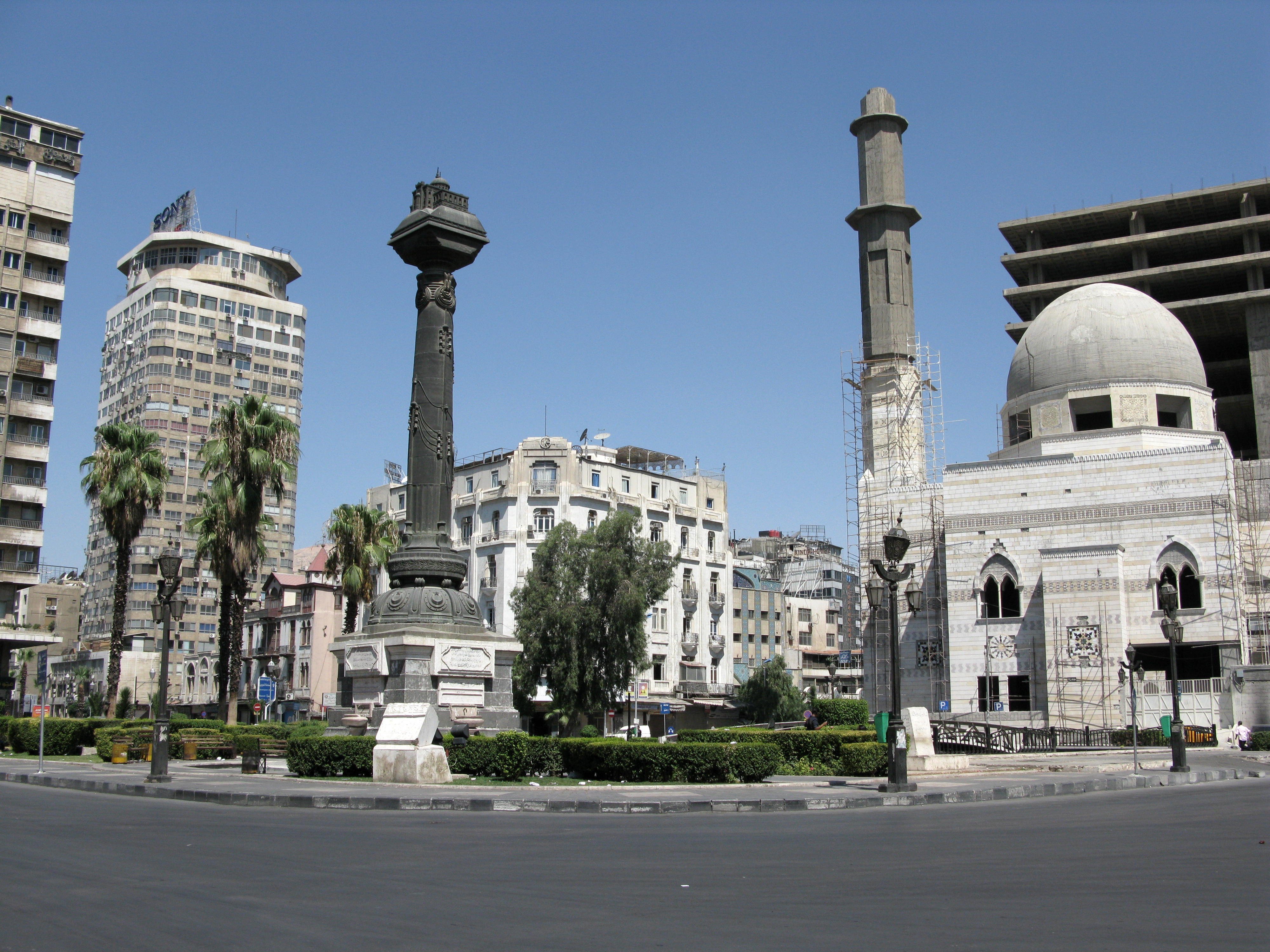
Quảng trường al-Merjeh

Damascus gồm một số đơn vị hành chính:
- Abbasiyyin
- Abu Rummaneh
- Al-Afif
- Al-Jisr Al-Abyad
- Amara
- Bahsa
- Baramkah
- Barzeh
- Dummar
- Ibn Asaker
- Jobar
- Kafar Souseh
- Malki
- Mazraa
- Mezzeh
- Al-Midan
- Muhajreen
- Qanawat
- Qassaa'
- Rukn Eddeen
- Al-Salihiyah
- Sarouja
- Sha'alan
- Al-Shaghour
- Tijara
- Zablatani

## Thành phố kết nghĩa
- Dubai, Các tiểu vương quốc Ả Rập thống nhất[10]
- Toledo, Tây Ban Nha[11]
- Córdoba, Tây Ban Nha[12]
- São Paulo, Brazil[13]
- Istanbul, Thổ Nhĩ Kỳ[14]
- Yerevan, Armenia, từ 1997[15]
- Fars, Iran[16]
- Ningxia, Trung Quốc[17]
- Ankara, Thổ Nhĩ Kỳ từ 2010[18]